# Jean-Jacques Thomas
Pour les articles homonymes, voir Thomas.
Jean-Jacques Thomas, né le 25 juillet 1758 à Troyes (bailliage de Troyes, département de l'Aube), mort le 28 pluviôse an II (le 16 février 1794) à Paris, est un homme politique de la Révolution française. 

## Biographie
En septembre 1792, Jean-Jacques Thomas est élu député du département de la Seine, le vingt-troisième sur vingt-quatre, à la Convention nationale. 

Il siège sur les bancs de la Plaine. Lors du procès de Louis XVI, il rejette l'appel au peuple mais se prononce en faveur du sursis à l'exécution de la peine. Lors du troisième appel nominal, il déclare : 
Je conclus à la détention jusqu'à la paix, mais avec cette condition que Louis subira la peine de mort au moment où les puissances envahiraient notre territoire. 
Le 13 avril 1793, il s'abstient de voter lors du scrutin sur la mise en accusation de Jean-Paul Marat :  
Attendu qu'il m'a été impossible de prendre une connaissance suffisante de l'affaire, je déclare qu'il m'est [...] impossible de voter quant à présent. 
Il ne participe pas au scrutin sur le rétablissement de la Commission des Douze. 
Jean-Jacques Thomas meurt au cours de son mandat, le 28 pluviôse an II (le 16 février 1794). Son décès est annoncé à la Convention par une lettre de son épouse. Il est remplacé par Philippe-François Desrues le 3 ventôse (le 21 février). 

## Sources
- « Jean-Jacques Thomas », dans Adolphe Robert et Gaston Cougny, Dictionnaire des parlementaires français, Edgar Bourloton, 1889-1891 [détail de l’édition]
- Jean Tulard, Jean-François Fayard et Alfred Fierro, Histoire et dictionnaire de la Révolution française. 1789–1799, Paris, éd. Robert Laffont, coll. « Bouquins », 1987, 1998 [détail des éditions] (ISBN 978-2-221-08850-0)